# Vojvodina Zator
Vojvodina Zator bila je jedna od mnogih vojvodina Šleske.
Odvojena je od Vojvodine Auschwitza kada je nakon jedanaest godina zajedničke vladavine sinova vojvode Kazimira I. zemlja konačno 1445. godine međusobno razdijeljena tako da je najstariji sin Vjenceslav stekao teritorij oko grada Zatora. Fragmentacija vojvodine nastavljena je nakon Vjenceslavove smrti 1468. godine kada su 1474. godine njegovi sinovi Kazimir II. i Vjenceslav II. kao i Jan V. i Vladislav ponovo razdijelili zatorski teritorij na dva dijela duž rijeke Skawe.

## Vojvode Zatora
Vojvode Zatora pripadali su šleskom ogranku dinastije Pjastovića (vidi također vojvode Šleske).
- 1434. – 1468. Vjenceslav I.
- 1468. – 1490. Kazimir II., od 1474. koregent s bratom
  - 1468. – 1487. Vjenceslav II.
- 1468. – 1494. Jan V., od 1474. koregent s bratom
  - 1468. – 1482. Vladislav, umirovljen u Wadowicama
  - 1493. – 1503. Agneza, kći, "vojvotkinja Wadowica"

Poluslužbeno od 1494. i službeno od 1513. vojvodina je bila dio Kraljevine Poljske.

### Vladari koji su svojatali titulu vojvode tijekom austrijske podjele Poljske
| Cesar           | Stupio              | Odstupio            |
| Josip II.       | 1772.               | 20. veljače 1790.   |
| Leopold II.     | 20. veljače 1790.   | 1. ožujka 1792.     |
| Franjo I.       | 1. ožujka 1792.     | 2. ožujka 1835.     |
| Ferdinand I.    | 2. ožujka 1835.     | 2 prosinca 1848.    |
| Franjo Josip I. | 2. prosinca 1848.   | 21. studenoga 1916. |
| Karlo I.        | 21. studenoga 1916. | 11. studenoga 1918. |